# زیردریایی آی-۸
زیردریایی آی-۸ (به انگلیسی: Japanese submarine I-8) یک زیردریایی بود که طول آن ۳۵۸٫۵ فوت ۶ اینچ (۱۰۹٫۴۲ متر) بود. این زیردریایی در سال ۱۹۳۶ ساخته شد.